# Canal Reus TV
Canal Reus TV és una televisió local privada de Reus impulsat per Iniciatives de Televisió. Forma part de la Xarxa de Televisions Locals.

## Història
El canal va néixer l'any 1998 per voluntat d'un col·lectiu de tretze socis vinculats al món del periodisme i la comunicació: Andreu Buenafuente, Carles Francino, Xavier Graset, Josep Maria Martí, Josep Maria Girona, Albert i Jordi Romero, entre d'altres. Va iniciar les seves emissions en fase de proves el juny de 1998 i les seves emissions regulars van començar el 26 de setembre de 1998. El seu primer director va ser Xavier Bas, a qui 2003 va donar relleu a Francesc Domènech l'any 2003. El 2011 Alba Tosquella substituí a Francesc Domènech.
Algun dels programes més destacats van ser El món de Reus amb dos històrics de la cadena com són Josep Baiges i Gerard Martí. També cal citar El magatzem, La Graderia, Finestres, Alta fidelitat, La malla i Tribuna. També emet programació de la Xarxa de Televisions Locals, com Telemonegal.
El setembre de 2008 Canal Reus TV va deixar d'estar subvencionada per l'Ajuntament, que pretenia ser el propietari d'un canal públic exclusiu, però finalment va renunciar a la seva llicència. Des d'aleshores, l'Ajuntament i la societat gestora del canal mantenen un conveni de col·laboració per a la prestació del servei públic de televisió digital local. Va arribar a un acord amb Teletaxi TV, emetent la seva programació per la freqüència assignada, fins al tancament de l'emissora en 2015.
El 21 de setembre de 2018 va inaugurar les instal·lacions al Tecnoparc.

## Freqüències
El canal va emetre en analògic per la freqüència 65 UHF, que havia ocupat Canal 9 fins al 1995. El 27 octubre 2008 van començar les emissions en TDT pel canal 56. Amb el desplegament de la tecnologia 5G l'emissió va passar del canal 56 al canal 32 en 2019.
El setembre de 2021 va començar a emetre en alta definició.